# Parafia św. Mikołaja w Lamkowie
Parafia św. Mikołaja w Lamkowie – parafia rzymskokatolicka z siedzibą w Lamkowie, znajdująca się w archidiecezji warmińskiej, w dekanacie Barczewo. W parafii posługują księża diecezjalni. Według stanu na październik 2018 proboszczem parafii był ks. Piotr Wiśniewski. 